# Красноярка (Зирянський район)
Красноя́рка (рос. Красноярка) — село у складі Зирянського району Томської області, Росія. Входить до складу Зирянського сільського поселення.

## Населення
Населення — 267 осіб (2010; 354 у 2002).
Національний склад (станом на 2002 рік):
- росіяни — 94 %